# ГЕС Нам-Конг 3
ГЕС Нам-Конг 3 – гідроелектростанція, що споруджується у південно-східній частині Лаосу. Знаходячись перед ГЕС Нам-Конг 2, становитиме верхній ступінь каскаду на річці Нам-Конг, лівій притоці Секонг, котра вже на території Камбоджі зливається з Тонле-Сан та невдовзі впадає ліворуч до Меконгу (басейн Південно-Китайського моря).
В межах проекту річку перекриють греблею із ущільненого котком бетону висотою 65 метрів та довжиною 500 метрів. Вона утримуватиме водосховище з площею поверхні 32 км2, об’ємом 471 млн м3 та припустимим коливанням рівня поверхні у операційному режимі між позначками 521 та 542 метри НРМ. Зі сховища через дериваційний тунель довжиною 0,56 км з діаметром 6 метрів та напірний водовід довжиною 0,24 км з діаметром 4,2 метра ресурс подаватиметься до наземного машинного залу.
Основне обладнання станції становитимуть три турбіни типу Френсіс потужністю по 18 МВт, які при напорі у 100,7 метра забезпечуватимуть виробництво 204 млн кВт-год електроенергії на рік. 
Видача продукції відбуватиметься по ЛЕП, розрахованій на роботу під напругою 115 кВ.
Проект, завершення якого заплановане на 2020 рік, реалізує місцева лаоська компанія Chaleun Sekong Energy Company (CS Energy).